# Epacris coriacea
Epacris coriacea är en ljungväxtart som beskrevs av Allan Cunningham och Augustin Pyrame de Candolle. Epacris coriacea ingår i släktet Epacris och familjen ljungväxter. Inga underarter finns listade i Catalogue of Life.